# Thopha saccata
Thopha saccata is een insect dat behoort tot de cicadenfamilie van de zangcicaden Cicadidae. De wetenschappelijke naam van de soort is voor het eerst geldig gepubliceerd in 1803 door Fabricius als Tettigonia saccata.

## Voorkomen
De soort is endemisch in Australië, waar hij voorkomt in de staten Queensland en New South Wales.